# A csajok bosszúja
A csajok bosszúja (eredeti cím: The Other Woman) 2014-ben bemutatott amerikai romantikus filmvígjáték Nick Cassavetes rendezésében. A főbb szerepekben Cameron Diaz, Leslie Mann, Kate Upton, Nikolaj Coster-Waldau, Nicki Minaj, Taylor Kinney és Don Johnson látható.
Az Amerikai Egyesült Államokban 2014. április 25-én került a mozikba a 20th Century Fox forgalmazásában. Magyarországon 2014. április 24-én mutatta be az InterCom.

## Cselekmény
Carly sikeres ügyvédnő, aki csak a szerelemre vágyik, azaz rendes pasira. Ekkor találkozik Markkal, aki tökéletesnek tűnik. Carly mit sem sejtve jár Markkal, de egyszer meglátogatja meglepetésből, és Mark felesége nyit ajtót. Onnantól a feleség, Kate rájön a dolgokra, és nyomozni kezd Carlyval Mark után. Ezek után még az is kiderül, hogy egy harmadik nő is van, Amber. Miután ő is rájön, hogy milyen is Mark valójában, mindent megtesznek a világon, hogy kikészítsék és tönkretegyék. Itt kezdődik a csajok bosszúja...

## Szereplők
| Szereplő      | Színész               | Magyar hang   |
| ------------- | --------------------- | ------------- |
| Carly Whitten | Cameron Diaz          | Für Anikó     |
| Kate King     | Leslie Mann           | Pálfi Kata    |
| Mark King     | Nikolaj Coster-Waldau | Fekete Ernő   |
| Frank         | Don Johnson           | Sörös Sándor  |
| Phil          | Taylor Kinney         | Dévai Balázs  |
| Lydia         | Nicki Minaj           | Parti Nóra    |
| Nick          | David Thornton        | Kardos Róbert |
| Amber         | Kate Upton            | Gáspár Kata   |
| Pincérnő      | Madison McKinley      |               |
| Cece          | Alyshia Ochse         |               |